# 格拉博-贝洛
格拉博-贝洛是德国梅克伦堡-前波莫瑞州的一个市镇。总面积13.55平方公里，总人口116人，其中男性62人，女性54人（2011年12月31日），人口密度9人/平方公里。